# Bühlau (Großharthau)
Bühlau ist ein Ortsteil der sächsischen Gemeinde Großharthau im Südwesten des Landkreises Bautzen.

## Geographie
Das etwa zwei Kilometer lange Waldhufendorf Bühlau liegt vier Kilometer nördlich von Stolpen in einem von Süden nach Nordwesten gerichteten Bogen entlang des Bühlbachs, der am nördlichen Dorfausgang an der Bühlauer Mühle in die südwestwärts fließende Wesenitz mündet. In näherer Umgebung erheben sich östlich der Ortslage in Bühlauer Flur der 347 m hohe Butterberg, nordöstlich der 346 m hohe Hutberg sowie jenseits der Wesenitz der 323 m hohe Kapellenberg im Nordwesten.
Bühlau ist umgeben von Schmiedefeld im Westen, Großharthau im Norden, Weickersdorf im Nordosten, Großdrebnitz im Osten sowie jenseits der Kreisgrenze von Lauterbach im Süden und Rennersdorf-Neudörfel im Südwesten.

## Geschichte

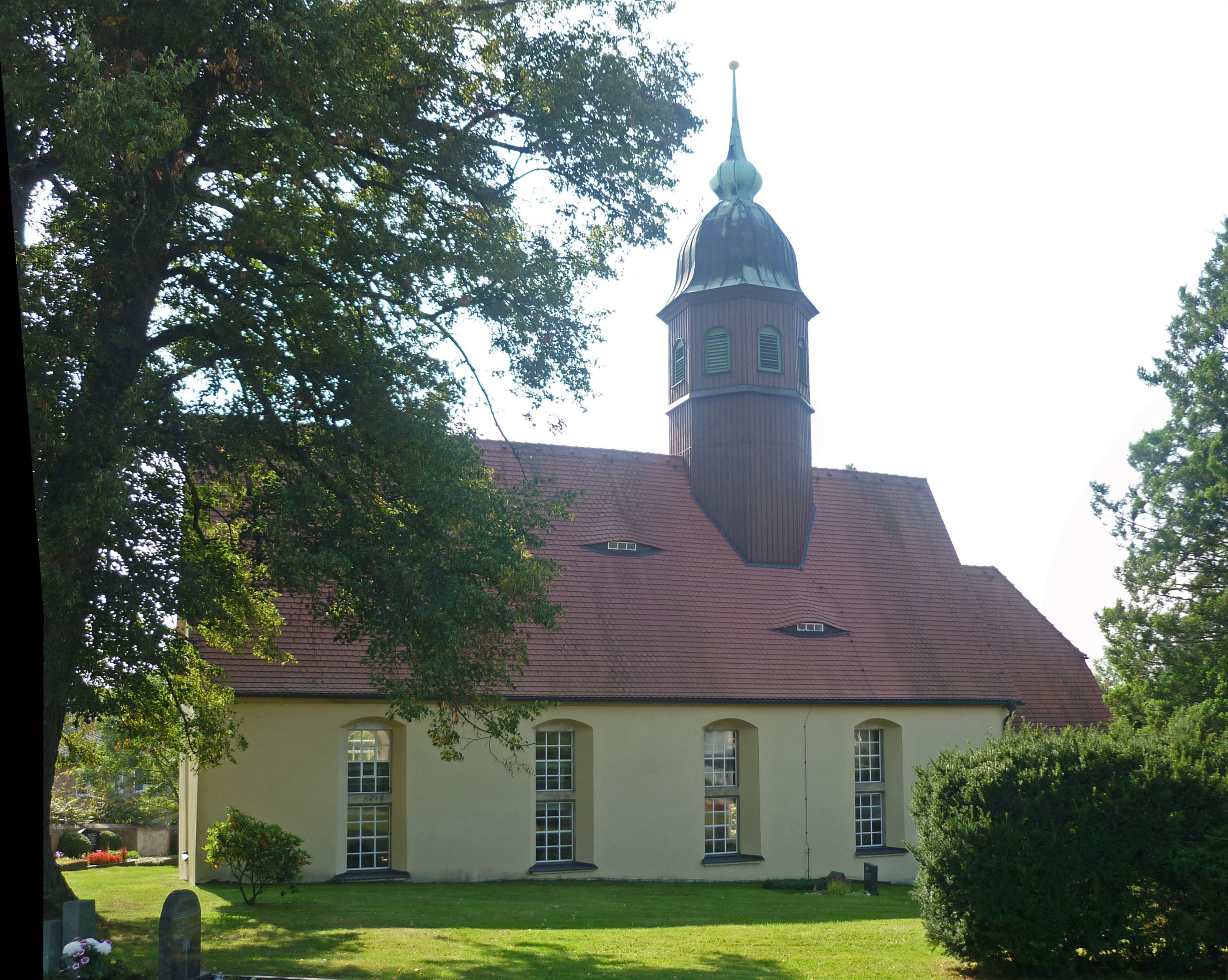
Bühlauer Kirche

Als anthropogenes Zeugnis der Urgeschichte wurde 1940 ein Feuerstein-Flachbeil in einer Sandgrube am Weg von Schmiedefeld nach Lauterbach gefunden.
Urkundliche Erwähnung fand der Ort 1262 als Bela. Einer weiteren unsicheren Nachricht zufolge wurde das Dorf Byla bereits 1121 urkundlich genannt, als in seiner Nähe von Deutschen auf einem Berg eine Burg erbaut wurde. Gemeinhin wird mit dieser Burg die Burg Stolpen gleichgesetzt. Der aus dem Altsorbischen stammende Name (abgeleitet von běła rěka = heller, weißer Bach) und die deutsche Siedlungsform als Waldhufendorf deuten darauf hin, dass hierbei ein bestehendes, von Sorben angelegtes Dorf von deutschen Siedlern im 12. Jahrhundert überformt wurde.
Die als Frankenstraße bezeichnete Straße von der Oberlausitz nach Franken führte zwischen Bautzen und Dresden über Bischofswerda und Großharthau (inzwischen Bestandteil der Bundesstraße 6). Als sich die Straßenqualität im ausgehenden 17. Jahrhundert verschlechterte und die Großharthauer Grundherrin den Ausbau verweigerte, fand eine vorübergehende Umverlegung statt. Die neue Strecke nutzte einen Teil der von Bischofswerda über Weickersdorf nach Stolpen führenden Straße, zweigte unterwegs in Richtung Bühlau ab, überquerte dort das Wesenitztal, führte südlich entlang des Kapellenbergs und vereinigte sich bei Schmiedefeld wieder mit der Altstraße.

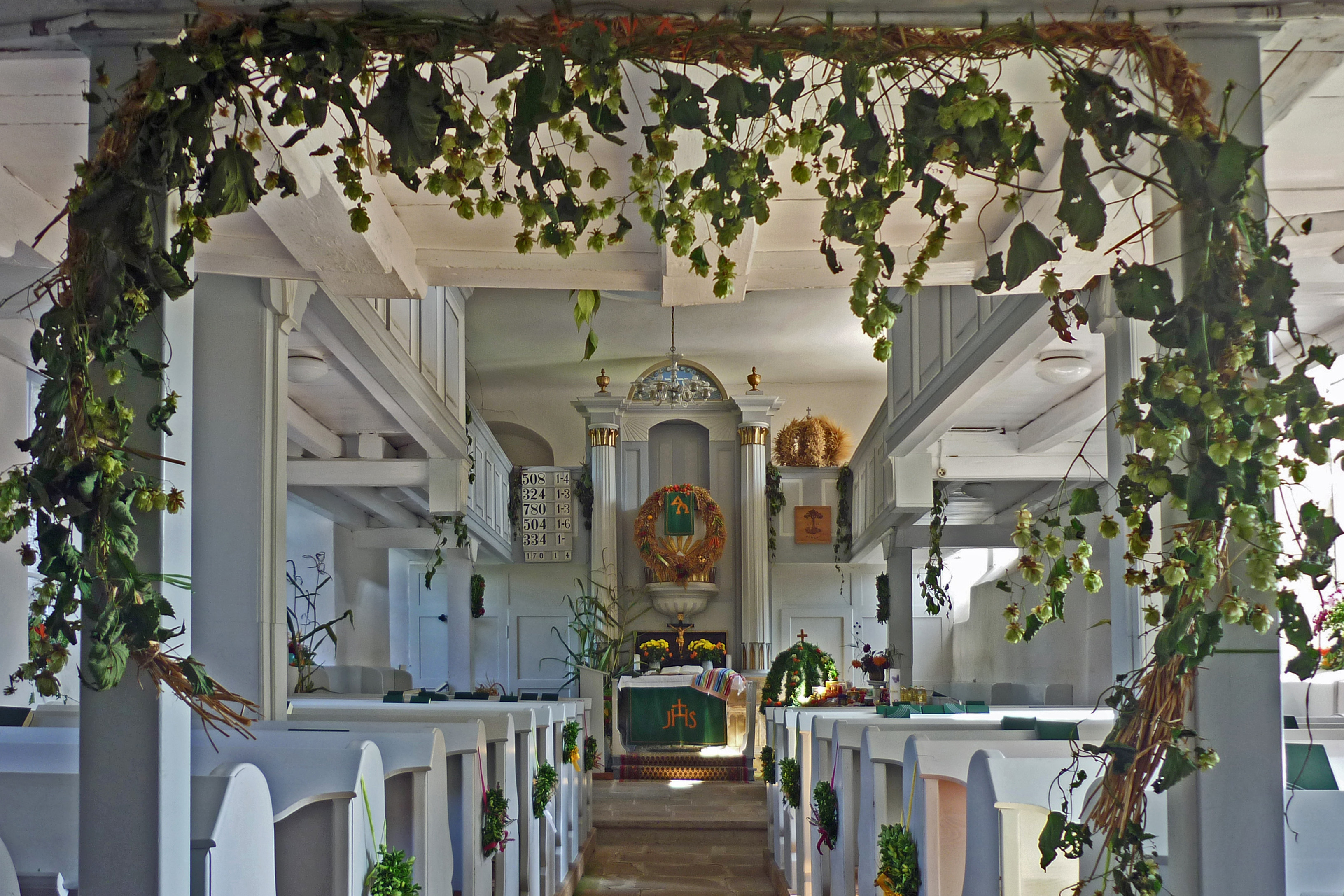
Innenansicht der Kirche

In ältester Zeit soll die schlichte Dorfkirche eine Filialkirche von Schmiedefeld gewesen sein. Um 1500 war sie bereits eine Filialkirche von Lauterbach. Rundbogenfenster an der Ost- und Südseite weisen auf das 16. Jahrhundert hin, die beiden Glocken entstammen dem späten 15. Jahrhundert. Der achteckige Dachreiterturm über dem Westgiebel erhielt 1858 eine welsche Haube. Der seit einer Erneuerung 1844 klassizistisch ausgestattete Innenraum hat eine umlaufende Empore und wird vom säulengerahmten Kanzelaltar dominiert. Das zinnerne Taufbecken entstammt dem Jahr 1669.
Im Jahr 1559 wurde in Sachsen die Reformation eingeführt und Kurfürst August brachte das bis dahin bischöfliche Amt Stolpen und somit das Amtsdorf Bühlau in kurfürstliche Verwaltung. Bei der Trennung von Gerichten und Verwaltung und der damit einhergehenden Bildung der Amtshauptmannschaften kam Bühlau 1874 zur Amtshauptmannschaft Pirna (seit 1939 Landkreis). Im Zuge der Kreisreformen in der DDR wurde am 25. Juli 1952 der Kreis Bischofswerda gegründet, dem vom Landkreis Pirna die vier Gemeinden Bühlau, Lauterbach, Schmiedefeld und Seeligstadt angegliedert wurden. Zum 1. Januar 1994 wurden Bühlau und Schmiedefeld nach Großharthau eingemeindet, drei Monate später folgte Seeligstadt.

## Anhang